# Liste der Kreisstraßen im Kreis Mettmann
Die Liste der Kreisstraßen im Kreis Mettmann ist eine Auflistung der Kreisstraßen im Kreis Mettmann, Nordrhein-Westfalen.

## Abkürzungen
- K: Kreisstraße
- L: Landesstraße

## Liste
Die Kreisstraßen behalten die ihnen zugewiesene Nummer innerhalb von Nordrhein-Westfalen auch bei einem Wechsel in einen anderen Kreis oder in eine kreisfreie Stadt. Nicht vorhandene bzw. nicht nachgewiesene Kreisstraßen werden in Kursivdruck gekennzeichnet, ebenso Straßen und Straßenabschnitte, die unabhängig vom Grund (Herabstufung zu einer Gemeindestraße oder Höherstufung) keine Kreisstraßen mehr sind. 
Der Straßenverlauf wird in der Regel von Nord nach Süd und von West nach Ost angegeben.
| Nr.   | Verlauf |
| ----- | --- |
| K 1   | K 4 – Abtsküche – in Migua                                                                                       |
| K 2   | L 239 in Tiefenbroich – L 422 – Ratingen-West – K 3 – Kreisgrenze – (K 2 in Düsseldorf)                          |
| K 3   | (K 3 in Düsseldorf) – Kreisgrenze – K 2 – Ratingen-West – L 455 in Ratingen                                      |
| K 4   | (K 4 in Essen) – Kreisgrenze – Isenbügel – K 25 – K 1 – Losenburg –                                              |
| K 5   | in Haan – Kreisgrenze – (K 5 in Solingen)                                                                        |
| K 6   | L 403 in Richrath – Wiescheid – L 288                                                                            |
| K 7   | L 357 in Erkrath – K 21 – Kreisgrenze am westlichen Straßenrand – Kreisgrenze – (K 7 in Düsseldorf)              |
| K 9   | in Berghausen – L 403 in Richrath – Wiescheid – L 288                                                            |
| K 10  | L 239 in Ratingen – Kreisgrenze – (K 10 in Düsseldorf)                                                           |
| K 11  | L 433 – K 29 – Windrath – L 107 – Kreisgrenze – (K 11 in Wuppertal)                                              |
| K 12  | (K 12 in Düsseldorf) – Kreisgrenze – L 357 in Erkrath                                                            |
| K 13  | (K 13 in Düsseldorf) – Kreisgrenze – L 293 in Baumberg                                                           |
| K 14  | L 282 in Meide – L 85 in Hülsen                                                                                  |
| K 15  | L 74 in Aprath – Kreisgrenze – (K 15 in Wuppertal)                                                               |
| K 16  | L 357 in Millrath – – Haan – Haan – K 20 –                                                                       |
| K 17  | (K 17 in Wuppertal) – Kreisgrenze – K 20                                                                         |
| K 18  | Alte in Mettmann – K 26 – L 403 – Diepensiepen – L 423 – Kreisgrenze – (K 18 in Wuppertal)                       |
| K 19  | L 139 in Lintorf – Breitscheid – Mintarder Berg – Kreisgrenze – (K 19 in Mülheim an der Ruhr)                    |
| K 20  | (K 20 in K 20 in Wuppertal) – Kreisgrenze – K 17 – L 423 – Gruiten – L 357 – K 16 in Haan                        |
| K 20N | L 423 – Gruiten – L 357                                                                                          |
| K 21  | K 7 in Erkrath – L 357 – L 403n in Hochdahl                                                                      |
| K 22  | L 74 in Oberdüssel – Kreisgrenze – (K 22 in Wuppertal) – Kreisgrenze – Eigen – Kreisgrenze – (K 22 in Wuppertal) |
| K 23  | K 31 – – L 427 – Bökenbusch – L 107 in Langenberg                                                                |
| K 24  | L 108 in Mehlbruch – Hausingen – L 219 in Reusrath                                                               |
| K 25  | K 4 in Isenbügel – L 156                                                                                         |
| K 26  | in Mettmann – L 357 in Erkrath                                                                                   |
| K 28  | L 427 in Röbbeck – Bleiberg – L 107                                                                              |
| K 29  | L 107 in Neviges – Windrath – K 11                                                                               |
| K 30  | L 107 in Bonsfeld – Hordt – L 107 in Langenberg                                                                  |
| K 31  | (K 31 in Essen) – Kreisgrenze – K 23 – L 438 in Hefel                                                            |
| K 32  | L 426 in Velbert – Rützkausen – K 34 in Rhodenhaus                                                               |
| K 33  | L 924 in Nierenhof – Kreisgrenze – (K 33 im Ennepe-Ruhr-Kreis)                                                   |
| K 34  | L 426 in Rohdenhaus – K 32 – L 403 in Wülfrath                                                                   |
| K 35  | – K 19 |
| K 37  | in Röttgen bei Mettmann – Mettmann –                                                                             |
| K 38  | L 422 in Wülfrath – L 156 in Mettmann                                                                            |

## Quelle
- Landesvermessungsamt Nordrhein-Westfalen, Kreiskarte Nr. 32: Kreis Mettmann, Städte Düsseldorf, Remscheid, Solingen, Wuppertal